# Karol Šmidke
Karol Šmidke (auch Karl Schmidke oder Karol Schmidke; * 21. Januar 1897 in Vítkovice bei Ostrava; † 15. Dezember 1952 in Bratislava) war ein slowakischer Politiker, Funktionär der Kommunistischen Partei der Tschechoslowakei.
Der gelernte Tischler wurde bereits vor 1914 Sekretär der Sozialdemokratischen Partei in der Slowakei bzw. im ungarischen Teil der Habsburgermonarchie. 1915 wurde er zum Militärdienst eingezogen.
1921 gehörte er zu den Gründungsmitgliedern der KPTsch. In der Slowakei nahm er verschiedene Positionen in der Partei und in der Metallarbeitergewerkschaft in Bratislava ein. Seit 1936 gehörte er dem Zentralkomitee der Partei. 1935 wurde er in der Slowakei für seine Partei zum Abgeordneten der Nationalversammlung der Tschechoslowakischen Republik gewählt (in den Protokollen als Karol Schmidke verzeichnet). Mit der Auflösung der Kommunistischen Partei der Tschechoslowakei im Dezember 1938 verlor er sein Mandat.
Ab Januar 1939 hielt er sich in Mähren auf, von wo aus er die Untergrundtätigkeit der Kommunistischen Partei der Slowakei (KSS) unterstützte. Im August 1939 emigrierte er über Polen in die Sowjetunion und arbeitete nach Absolvierung einer Parteihochschule in der politischen Führung der Sowjetarmee in Moskau. Er beteiligte sich am Programm des Exil-Rundfunksenders „Für die slowakische Freiheit“. 1943 kehrte er illegal in die Slowakei zurück bzw. pendelte zwischen Moskau und der Slowakei.
Šmidke spielte eine bedeutende Rolle in der Zeit des Slowakischen Nationalaufstands. Er propagierte damals den Beitritt der Slowakei zur Sowjetunion. In den Jahren 1944/1945 war er zusammen mit Vavro Šrobár Vizevorsitzender des Slowakischen Nationalrats (SNR – zu dieser Zeit im Exil).
Seit 1944 war Šmidke Mitglied des Zentralkomitees und stellvertretender Vorsitzenden der slowakischen Kommunistischen Partei. Seit 1946 war er auch Mitglied des Zentralkomitees der KPT. Seit 1945 Mitglied des Slowakischen Nationalrats stand er diesem Parlament 1946–1948 erneut als stellvertretender und 1948–1950 als Vorsitzender vor. Seit 1945 war er für die Kommunistische Partei Mitglied der Provisorischen, dann der Verfassunggebenden Nationalversammlung und gewann bei den Wahlen 1946 und 1948 den Wahlbezirk Banská Bystrica für die Nationalversammlung. 1945–1948 hatte er auch den Vorsitz im Verband Slowakischer Partisanen inne.
1950 wurde Šmidke bourgeoisen Nationalismus beschuldigt und schied aus dem politischen Leben aus, blieb formal aber bis 1952 Mitglied der tschechoslowakischen Nationalversammlung. Als Betriebsleiter der Tesla-Werke in Bratislava starb er am 15. Dezember 1952 unter ungeklärten Umständen.
1967 wurde er rehabilitiert und als „Held der Tschechoslowakischen Sozialistischen Republik“ ausgezeichnet.